# 哈夫里利夫卡 (北頓涅茨克區)

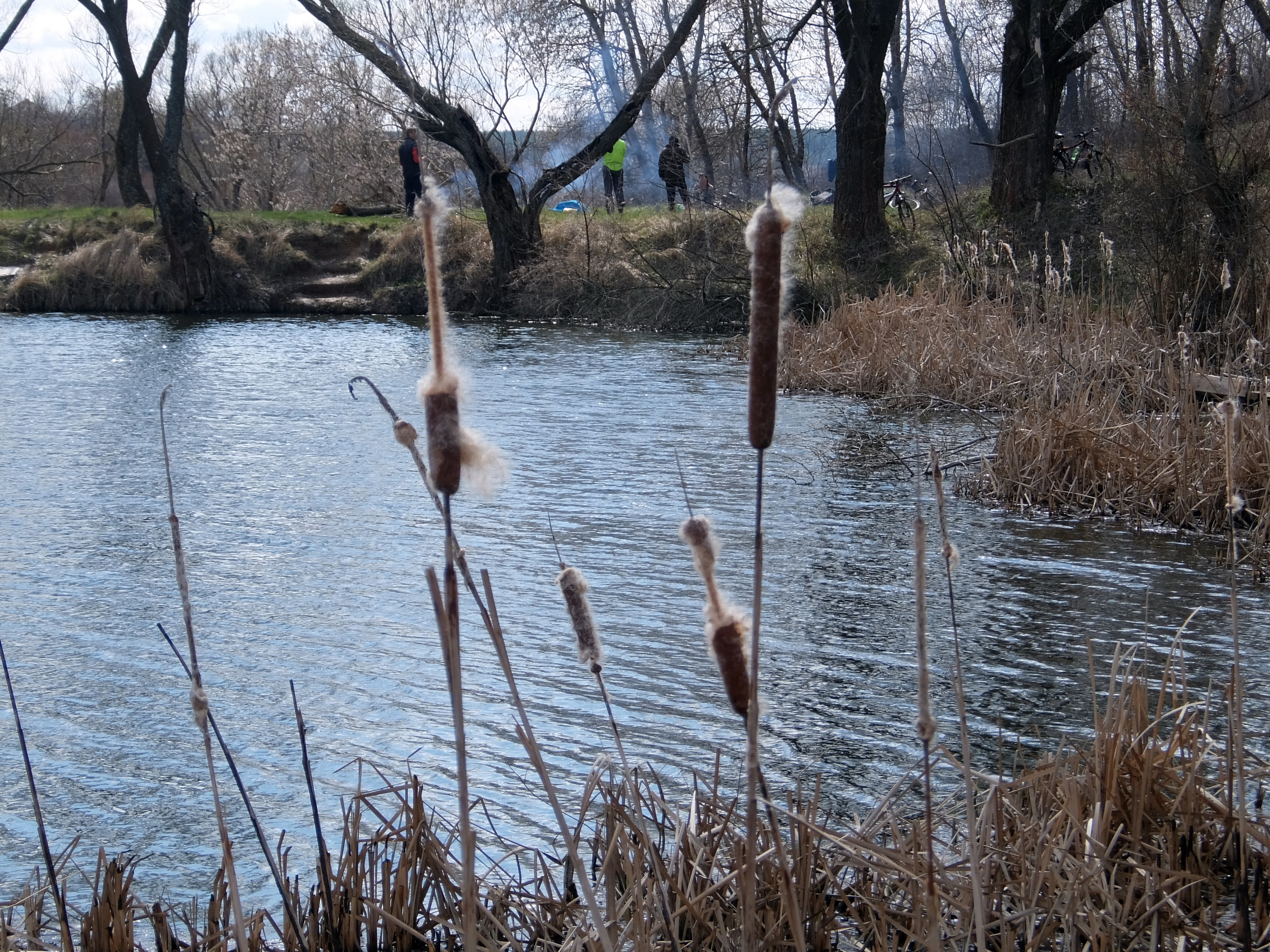
哈夫里利夫卡的河

哈夫里利夫卡（烏克蘭語：Гаврилівка）是位於烏克蘭東部的村莊，由盧甘斯克州北顿涅茨克区的北頓涅茨克市鎮負責管轄。該村始建於1854年，面積1.28平方公里，海拔高度103米，2001年人口100，人口密度每平方公里78.1人。